# Kup Hrvatske u odbojci za žene 2008.
Kup Hrvatske u odbojci za žene za 2008. godinu je osvojio Rijeka Kvarner VIG. 

Kup je igran u jesenskom dijelu sezone 2008./09.

## Rezultati

### 1. kolo
Prve utakmice su igrane 4. listopada, a uzvrati 8. listopada 2008. 
| klub1                       | klub2                         | 1. ut | 2. ut |
| --------------------------- | ----------------------------- | ----- | ----- |
| Rovinj                      | Rijeka Kvarner VIG            | 0:3   | 0:3   |
| Zagreb                      | Pivovara Osijek               | 3:2   | 3:2   |
| Šibenik                     | Vukovar                       | 0:3   | 0:3   |
| Matija Mesić Slavonski Brod | Mladost Zagreb                | 0:3   | 0:3   |
| Novi Zagreb                 | Kaštela DC (Kaštel Stari)     | 3:0   | 0:3   |
| Cestorad Vinkovci           | Volksbank Azena Velika Gorica | 3:2   | 1:3   |
| Split 1700                  | Grobničan Čavle               | 3:1   | 3:0   |

### Četvrtzavršnica
Prve utakmice igrane 19. studenog, a uzvrati 26. studenog 2008.
| klub1                         | klub2              | 1. ut | 2. ut |
| ----------------------------- | ------------------ | ----- | ----- |
| Mladost Zagreb                | Rijeka Kvarner VIG | 1:3   | 0:3   |
| Split 17000                   | Zagreb             | 3:1   | 3:0   |
| Volksbank Azena Velika Gorica | OTP banka Pula     | 3:2   | 2:3   |
| Kaštela DC (Kaštel Stari)     | Vukovar            | 0:3   | 0:3   |

### Završni turnir
Igrano 19. i 20. prosinca 2008.
| klub1                         | rez.          | klub2                         |
| poluzavršnica                 | poluzavršnica | poluzavršnica                 |
| ----------------------------- | ------------- | ----------------------------- |
| Rijeka Kvarner VIG            | 3:0           | Volksbank Azena Velika Gorica |
| Split 1700                    | 0:3           | Vukovar                       |
|                               |               |                               |
| za treće mjesto               |               |                               |
| Volksbank Azena Velika Gorica | 1:3           | Split 1700                    |
|                               |               |                               |
| za pobjednika                 |               |                               |
| Rijeka Kvarner VIG            | 3:0           | Vukovar                       |